# Eva Acke
Eva Maria Acke, från 1891 till 1904 Andersson, född Topelius 4 september 1855 i Nykarleby i Finland, död 23 mars 1929 i Vaxholm, var en finlandssvensk målare, från 1891 bosatt i Sverige. Hon var dotter till den finländske författaren och historikern Zacharias Topelius och hans hustru, den finländske författaren Emilie Topelius, född Lindqvist. Eva Acke var från 1891 gift med konstnären J.A.G. Acke.

## Biografi

### Uppväxt och studier
Eva eller Eja Acke hade som dotter till den finlandssvenske författaren Zacharias Topelius och hans fru Emilie, född Lindqvist en för tiden inte så vanlig uppväxt då makarna Topelius ville utbilda sina döttrar till annat än hemmafruar. Redan som barn kom hon i kontakt med den tidens finländska kulturelit som umgicks med föräldrarna. Eva Acke gick i flickskola i Helsingfors och fick privatundervisning i hemmet innan hon började sina konststudier i Stockholm 1871. Hon fortsatte vid Finska Konstföreningens ritskola 1872–1873, och studerade senare i perioder för Carl Møller i Köpenhamn 1883 och Luigi Premazzi i Sankt Petersburg 1884. Hon företog tillsammans med sin far flera resor till Italien där hon utförde landskapsmotiv i akvarell.

### Önningebykolonin
Eva Acke målade några somrar på Åland där hon var verksam i Önningebykolonin, en finsk-svensk konstnärskoloni. Där ingick konstnärer som Victor Westerholm, Elin Danielson-Gambogi och Hanna Rönnberg. Eva Acke kom att bli god vän med den svenske konstnären J.A.G. Acke och den svenska konstnärinnan Anna Wengberg som båda besökte henne i föräldrahemmet. J.A.G. Acke och Wengberg hade talat om att gifta sig, men han kom i slutändan att välja Eva Topelius. De gifte sig 1891 och flyttade efter vigseln till Uppsala där J.A.G. Acke var ingripen i renoveringen av domkyrkans kalkmålningar. De besökte i början ofta Åland och konstnärskolonin men så småningom kom besöken att glesna.

### Äktenskap och karriär

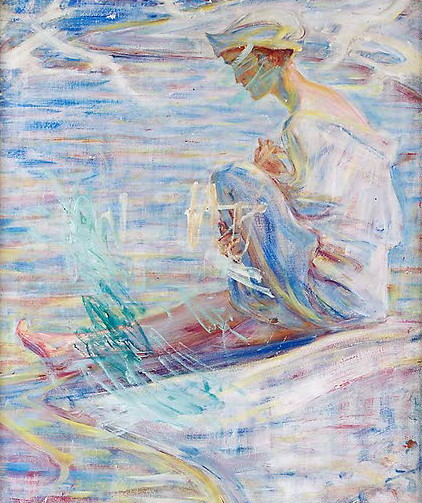
"Måsflickan" av Eva Acke.

Paret Acke bodde tidvis i Finland och tidvis i Sverige under de första åren av sitt äktenskap och deltog i det finska konstlivet. De vistades mycket hos Zacharias Topelius, delvis av ekonomiska orsaker. Efter Topelius död 1898 kom de dock att allt mer rikta sig mot Sverige och det svenska konstlivet. 
År 1901 flyttade paret Acke till Vaxholm och sin bostad Villa Akleja i Vaxholm. År 1914 byggde de sitt sommarhus Villa Torsvi vid Konabbsfjärden i Torö socken. 
Äktenskapet förblev barnlöst men under en resa i Italien 1900–1901 träffade de en italiensk familj vars son Fausto Alessio de adopterade 1903. Han var då tre år gammal. I Sverige kom paret att umgås med flera av tidens mer kända konstnärer som Carl och Karin Larsson och Rikard Lindström. En annan bekant var Verner von Heidenstam. J.A.G. Acke avled i en hjärtåkomma 1924.
Eva Acke satte sin mans konstnärskap framför sitt eget och blev med tiden den typ av kvinnlig amatörkonstnär som var vanlig i hennes sociala miljö, även om hennes man uppmuntrade hennes konstnärskap. De målade också tavlor tillsammans, där Eva Acke målade bakgrunden och Axel Acke figurerna. Hon fortsatte måla och ställa ut efter sin mans död, men överlevde honom bara med några år. 
Eva Acke deltog i flera utställningar i Finland och i Konstakademiens utställning av svenska akvareller 1925.

## Källor

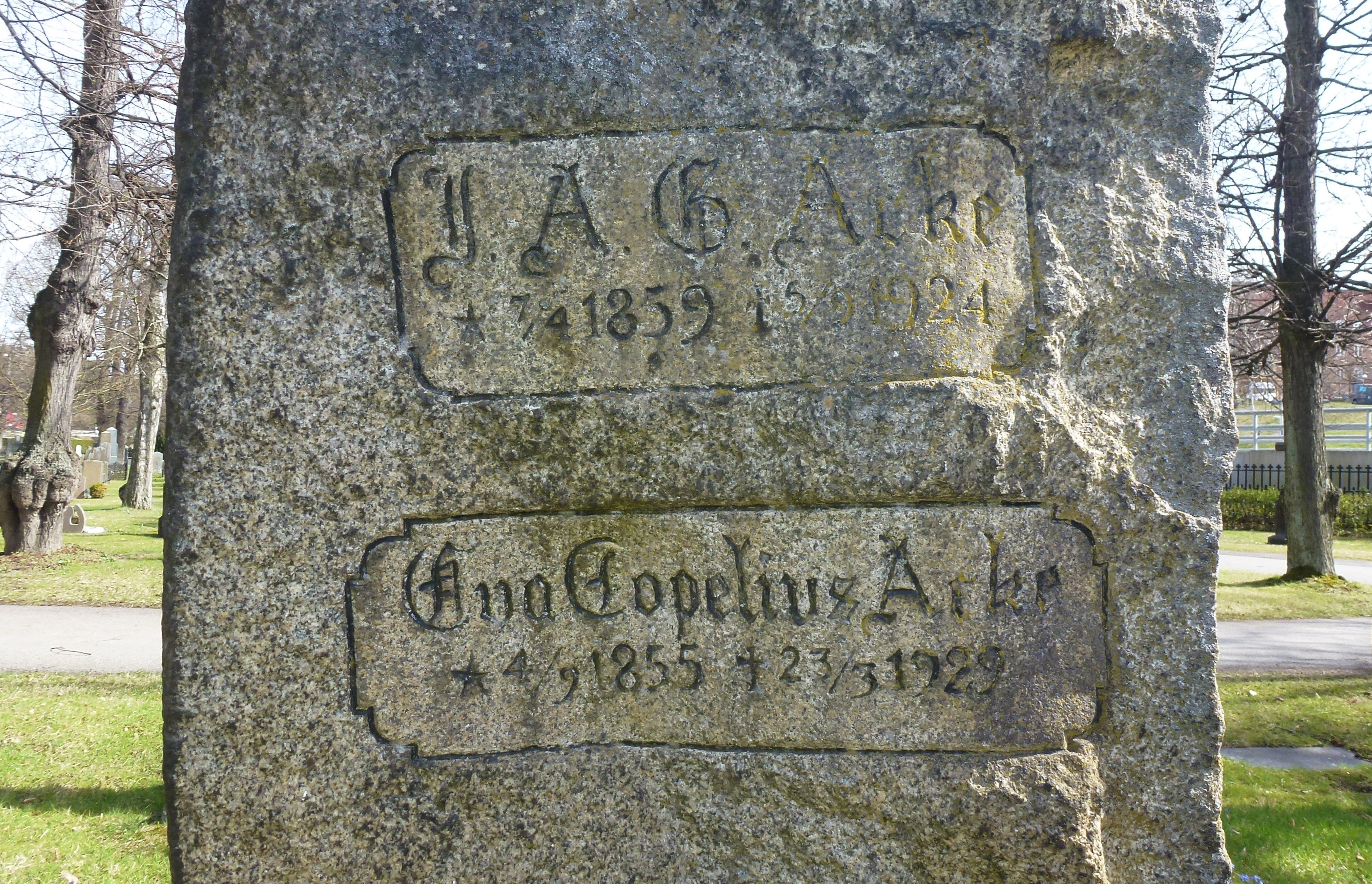
Eva Ackes och J.A.G. Ackes (Johan Axel Gustaf Acke) gravsten på Norra begravningsplatsen.

### Skrifter
- Konttinen, Riitta (1991): Konstnärspar, sid. 111–126. Schildts, Helsingfors. ISBN 951-50-0543-4